# أدوات وطرق التوثيق اللغوي
يضم مجال التوثيق اللغوي في السياق الحديث مجموعةً معقدة ومتطورة باستمرار من الأدوات والوسائل، ويمكن لدراسة وتطوير استخدام هذه الطرق والوسائل، خاصةً التعرف على أفضل وسائل ممارسة اللغة وتعزيزها، أن تعتبر مجالًا فرعيًا من مجال التوثيق اللغوي. وتتضمن هذه الوسائل أساسيات أخلاقية وتسجيلية، وطرق وخطط لسير العمل، وأدوات عتادية صلبة، وأدوات برمجية.

## الأساسيات وخطط سير العمل
نفذ باحثو مجال التوثيق اللغوي عملًا ميدانيًا لغويًا لجمع البيانات التي سيقوم عليها عملهم، وسجلوا عددًا من الملفات السمعية البصرية التي توثق استخدام اللغة في السياقات التقليدية. ولا يمكن أن يكون كل نوع من أدوات التسجيل ضروريًا أو مثاليًا؛ لأن البيئات التي ينُفذ فيها هذا العمل الميداني اللغوي غالبًا ما تكون صعبةً من الناحية اللوجستية، فتحتم على الباحثين أن يتوصلوا إلى حل وسط يجمع بين الجودة، والتكلفة المناسبة، وسهولة الاستخدام. من المهم أيضًا أن يضع كل باحث تصورًا لخطة سير العمل الكاملة مع نتائجها المرجوة؛ فعلى سبيل المثال، عند إنشاء بعض ملفات الفيديو، يحتاج المعالج أن يخصص جزءًا من عملية المعالجة لمعالجة المكون السمعي من ملف الفيديو باستخدام طرق متنوعة بواسطة حزم مختلفة من البرمجيات.

### الأخلاقيات
كانت الممارسات الأخلاقية في مجال التوثيق اللغوي من أهم المواضيع التي ركزت عليها العديد من المناقشات والمناظرات الأخيرة. أصدرت جمعية اللسانيات الأمريكية التصريح الأخلاقي، وأبقت على مدونة النقاش الأخلاقي التي تركز بشكل رئيسي على الأخلاقيات في سياق التوثيق اللغوي. طُرحت فضائل البروتوكولات الأخلاقية بواسطة العالم اللغوي جورج فان دريم. تستلزم أغلب برامج الدراسات العليا التي تتطرق، بصورة ما، إلى مجالات الوصف والتوثيق اللغوي من الباحثين أن يقدموا بروتوكولاتهم المقترحة لمجلس المراجعة الداخلي بالمعهد، والذي يتأكد من إجرائهم للأبحاث وفقًا للمعايير الأخلاقية. وعلى الأقل، يجب أن يكون المشاركون في البحث على علم بالعملية وبكيفية استخدام التسجيلات، ويجب أيضًا أن يقدموا موافقة كتابية أو صوتية مسجلة على استخدام المواد السمعية البصرية في الدراسات اللغوية التي يجريها الباحثون. يرغب العديد من المشاركين أن تُذكر أسماؤهم بصفتهم استشاريين، ولكن يمكن ألا يرغب البعض الآخر بذكر أسمائهم، وهذا سيحدد ما إذا كانت البيانات ستُقدم على أنها مجهولة المصدر أو ممنوعة من أن تُعرض على العامة.

### نماذج البيانات
يعد الالتزام بمعايير التنسيق أمرًا ضروريًا لقابلية التشغيل التوافقي بين أدوات البرامج. إذ أن العديد من الأرشيفات الفردية أو سجلات البيانات لها معاييرها ومتطلباتها الخاصة بالبيانات المودعة على الخوادم الخاصة بهم، إن المعرفة بهذه المتطلبات يجب أن تبلغ عن إستراتيجية جمع البيانات والأدوات المستخدمة، ويجب أن تكون جزءًا من خطة إدارة البيانات التي طورت قبل بدء البحث.
تستخدم معظم معايير الأرشيف الحالية للفيديو إم بّي إي جي-4 (إتش 264) كتنسيق ترميز أو تخزين، والذي يتضمن تدفق إيه إيه سي الصوتي (ويصل إلى 320 كيلوبت / ثانية بشكل عام). وجودة أرشيف الصوت لا تقل عن ويف 44.1 كيلو هرتز و16 بت.

## العتاد الصلب

### مسجلات الفيديو والصوت
تتمكن مسجلات الفيديو، بشكل عام، من تسجيل الصوت أيضًا. ولكن، لا يكون هذا الصوت المُسجل مطابقًا للحد الأدنى من المعايير المطلوبة في كل مرة (وهي أن تكون صيغة الملف الصوتي: WAV غير المضغوطة، 44.1 كيلوهرتز، 16-بت) ولا يكون مطابقًا لأفضل الطرق الموصى بها للممارسة اللغوية اللازمة للتوثيق اللغوي، وغالبًا ما يكون غير مفيد للأغراض اللغوية والتحليل الصوتي. وبدلًا من ذلك، تسجل أغلب أجهزة تسجيل الفيديو الصوت في صيغة ملف صوتي مضغوطة مثل AAC وMP3، والتي تُدمج مع الفيديو في صورة غلاف صوتي بمختلف أنواع صيغ التخزين. وتعتبر مسجلات الفيديو والصوت التالية ضمن الاستثناءات لهذه القاعدة العامة:
المسجلات من سلسلة زوم، تحديدًا المنتجات Q8، وQ4n، وQ2n، والتي تسجل الصوت والفيديو بعدة صيغ مختلفة، أشهرها الصيغة WAV (44.1/48/96 كيلوهرتز، 16/24-بت). 
يوصى باستخدام مسجل صوتي منفصل عن مسجل الفيديو، عند استخدام مسجل فيديو لا يدعم تسجيل الصوت بصيغة WAV (مثل أغلب آلات التصوير الرقمية ذات العدسة الأحادية العاكسة DSLR)، مع اتباع بعض القواعد الإرشادية. تحتوي العديد من مسجلات الفيديو، مثل مسجلات الصوت، على مدخل للميكروفون من مختلف الأنواع، عادة من خلال مدخل 3.5 مم أو ما يسمى منفذ TRS، وهذا يمكن أن يضمن تسجيل الصوت بجودة عالية وبشكل متزامن مع الفيديو المسجل، وهو ما قد يكون مفيدًا في بعض الحالات مثل الكتابة الصوتية.

## البرمجيات
لا يوجد أي برنامج حتى الآن مُصمَم وقادر على التعامل مع كافة جوانب خطط سير العمل لعمليات التوثيق اللغوي النموذجية. يوجد، بدلًا من ذلك، عدد كبير ومتزايد من الحزم البرمجية المصممة للتعامل مع الجوانب المتنوعة لخطة سير العمل، والتي يتداخل الكثير منها 
إلى حد كبير. تستخدم أغلب هذه الحزم صيغ قياسية، وتتسم بقابليتها للتشغيل المشترك، بينما تتسم بعض الحزم الأخرى بمميزات أقل من ذلك بكثير.